# Allone ha-Baszan
Allone ha-Baszan (hebr. אלוני הבשן) – moszaw położony w samorządzie regionu Golan, w Dystrykcie Północnym, w Izraelu.
Leży w centralnej części Wzgórz Golan.

## Historia
Moszaw został założony w 1981.

## Gospodarka
Gospodarka moszawu opiera się na rolnictwie.